# Prismic
Prismic è il primo album solista della cantante giapponese Yuki dopo la sua militanza nel gruppo musicale Judy and Mary, pubblicato il 27 marzo 2002.

## Il disco
L'album è composto da 12 tracce ed è stato preceduto dai due singoli the end of shite e Prism nel mese di febbraio. Da citare il particolare video del primo brano, in cui una giovane Yuki dai capelli lunghi si muove sensuale fino a portare una mano sotto la sua gonna, da cui a quel punto escono dei buffi personaggi animati.
L'album ha inequivocabilmente una forte componente rock (che viene in parte persa nei lavori successivi dell'artista), a partire dalle prime tracce in cui spicca l'uso di chitarre elettriche e di linee di basso possenti. Il disco si apre con Nemuri Hime e la frenetica the end of shite in cui Yuki canta il ritornello in inglese. Si passa quindi ad una traccia romantica, 66 db, divisa a metà: la prima parte piuttosto lenta dove la voce della cantante si impone sulla musica, per poi passare alla seconda metà in cui le percussioni rendono la canzone più articolata e veloce. Ma è solo una parentesi, poiché le tracce successive tornano ad essere veloci (Sayonara Dance, Wakusei Ni Nore) fino a chiudere l'album con una traccia più oscura (Noroi).

## Tracce
1. Nemuri hime (眠り姫) - 4:04
2. the end of shite - 2:43
3. 66db - 6:07
4. Sayonara Dance (サヨナラダンス) - 3:47
5. Wakusei ni nore (惑星に乗れ) - 5:18
6. Rainbow st. - 4:28
7. I U Mee Him - 2:56
8. Wasureru uta (忘れる唄) - 5:41
9. Ai ni ikite (愛に生きて) - 4:33
10. Prism (プリズム) - 3:56
11. Furuete nemure (ふるえて眠れ) - 3:47
12. Noroi (呪い) - 7:03

## Singoli
- 6 febbraio 2002: the end of shite
- 6 marzo 2002: Prism (プリズム)
- 5 giugno 2002: 66db